# Измаильское месторождение
Измаильское месторождение — одно из крупнейших соляных месторождений на Украине. Расположено в Измаильском районе Одесской области.
Месторождение расположено в Преддобруджинском прогибе, между пгт. Суворово и селом Першотравневое. Соленосная толща залегает в породах верхнеюрского возраста. Солевые пласты (общей мощностью 30-70 м, глубиной залегания 300-500 м и площадью до 100 км²) здесь чередуются с тонкими прослойками ангидрита. Разведка месторождения осуществлялась в 80-х годах прошлого столетия. В 1994 году учёные подтвердили соответствие найденной соли государственному стандарту. Запасы соли — более 4 млрд. тонн. Месторождение не разрабатывалось в связи с нерентабельностью добычи из-за низких цен на украинском рынке соли.

## Перспективы разработки
В 2010 году институтом геологических наук НАН и ОАО «Укргазпроект» на месторождении планировалось построить газовое хранилище, суммарным объемом 3 млн. м³.
В 2014 году, в связи с перебоями работы предприятия Артёмсоль из-за боевых действий, украинская власть рассматривала вопрос о добыче соли в месторождении, однако данное направление не разрабатывалось в связи с восстановлением работы артёмовского предприятия.
В 2022 году у учёных и общественности возобновился интерес к месторождению, в связи с остановкой предприятия Артёмсоль. Остановка предприятия вызвана боевыми действиями в результате вторжения России, что в свою очередь вызвало резкий дефицит каменной соли в Украине. Добычу соли открытым способом учёные считают опасным для экологии Дунайского биосферного заповедника, расположенного в 30 километрах от месторождения. Наиболее безопасным и перспективным считается добыча соли шахтным способом.